# Morainville-Jouveaux
Morainville-Jouveaux és un municipi francès situat al departament de l'Eure i a la regió de Normandia. L'any 2007 tenia 353 habitants.

## Demografia

### Població
El 2007 la població de fet de Morainville-Jouveaux era de 353 persones. Hi havia 147 famílies de les quals 40 eren unipersonals (20 homes vivint sols i 20 dones vivint soles), 55 parelles sense fills, 32 parelles amb fills i 20 famílies monoparentals amb fills.
La població ha evolucionat segons el següent gràfic:
Habitants censats

### Habitatges
El 2007 hi havia 230 habitatges, 148 eren l'habitatge principal de la família, 75 eren segones residències i 7 estaven desocupats. 211 eren cases i 15 eren apartaments. Dels 148 habitatges principals, 102 estaven ocupats pels seus propietaris, 42 estaven llogats i ocupats pels llogaters i 5 estaven cedits a títol gratuït; 2 tenien una cambra, 9 en tenien dues, 33 en tenien tres, 39 en tenien quatre i 66 en tenien cinc o més. 132 habitatges disposaven pel capbaix d'una plaça de pàrquing. A 65 habitatges hi havia un automòbil i a 69 n'hi havia dos o més.

### Piràmide de població
La piràmide de població per edats i sexe el 2009 era:
| Homes | Edats   | Dones |
| ----- | ------- | ----- |
| 0     | 95 o +  | 0     |
| 0     | 90 a 94 | 4     |
| 0     | 85 a 89 | 0     |
| 4     | 80 a 84 | 4     |
| 8     | 75 a 79 | 4     |
| 8     | 70 a 74 | 4     |
| 16    | 65 a 69 | 8     |
| 4     | 60 a 64 | 8     |
| 0     | 55 a 59 | 4     |
| 20    | 50 a 54 | 12    |
| 12    | 45 a 49 | 16    |
| 8     | 40 a 44 | 12    |
| 20    | 35 a 39 | 20    |
| 12    | 30 a 34 | 4     |
| 12    | 25 a 29 | 16    |
| 8     | 20 a 24 | 8     |
| 16    | 15 a 19 | 16    |
| 12    | 10 a 14 | 12    |
| 20    | 5 a 9   | 12    |
| 12    | 0 a 4   | 4     |

## Economia
El 2007 la població en edat de treballar era de 242 persones, 176 eren actives i 66 eren inactives. De les 176 persones actives 156 estaven ocupades (91 homes i 65 dones) i 20 estaven aturades (7 homes i 13 dones). De les 66 persones inactives 28 estaven jubilades, 20 estaven estudiant i 18 estaven classificades com a «altres inactius».

### Ingressos
El 2009 a Morainville-Jouveaux hi havia 156 unitats fiscals que integraven 364,5 persones, la mediana anual d'ingressos fiscals per persona era de 17.589 €.

### Activitats econòmiques
Dels 7 establiments que hi havia el 2007, 2 eren d'empreses de fabricació d'altres productes industrials, 2 d'empreses de construcció, 2 d'empreses de comerç i reparació d'automòbils i 1 d'una empresa de serveis.
Dels 3 establiments de servei als particulars que hi havia el 2009, 1 era un taller de reparació d'automòbils i de material agrícola, 1 paleta i 1 fusteria.
L'únic establiment comercial que hi havia el 2009 era una botiga de material esportiu.
L'any 2000 a Morainville-Jouveaux hi havia 36 explotacions agrícoles que ocupaven un total de 1.632 hectàrees.

## Equipaments sanitaris i escolars
El 2009 hi havia una escola elemental.

## Poblacions més properes
El següent diagrama mostra les poblacions més properes.